# Hans Oppikofer
Hans Oppikofer (* 16. Januar 1901 in Bern; † 19. Oktober 1950 in Zürich) war ein schweizerisch-deutscher Rechtswissenschaftler.

## Leben
Nach einem Jurastudium in Deutschland und der Schweiz wurde Oppikofer 1922 in Basel promoviert, 1926 habilitierte er sich an der Universität Königsberg mit einer Arbeit über das "Unternehmensrecht in geschichtlicher Betrachtung". 1928 wurde er zum Ordinarius für Handelsrecht, Bürgerliches Recht und Deutsches Recht an der Handelshochschule Mannheim ernannt. Von 1929 bis 1935 war er o. Prof. für Handelsrecht, Bürgerliches Recht und Deutsches Recht an der Universität Königsberg. Seit 1935 lehrte Oppikofer als Ordinarius an der Universität Leipzig. Ferner leitete er von 1929 bis 1939 das Institut für Luftrecht, das zunächst in Königsberg, seit 1935 in Leipzig angesiedelt war. Durch seine Anstellung im deutschen Hochschuldienst wurde Oppikofer in Deutschland eingebürgert; er behielt aber gleichzeitig seine Schweizer Staatsbürgerschaft.
Angesichts der sich abzeichnenden Radikalisierung des NS-Regimes in den Jahren 1938/39 beschloss Oppikofer, Deutschland zu verlassen. Er beantragte 1938 die Entlassung aus der deutschen Staatsangehörigkeit und dem deutschen Staatsdienst, weil er eine totale innere und äußere Verpflichtung an das Deutsche Reich nicht zu leisten vermöge. Daraufhin wurde er 1939 aus dem deutschen Staatsdienst entlassen. Oppikofer kehrte in die Schweiz zurück und erhielt 1939 eine Professur an der Universität Zürich.

## Werke/Schriften
- Das Unternehmensrecht in geschichtlicher, vergleichender und rechtspolitischer Betrachtung, Tübingen: Mohr, 1927.
- Über den Einfluss der Unternehmensordnung auf den Fortbestand von Schuldverhältnissen, Leipzig: Weicher, 1937.
- Die aktuellen Probleme des Luftrechts, in: Zeitschrift für Schweizerisches Recht 65 (1946), S. 146a–232a.